# 레타 스테터 홀링워스
레타 스테터 홀링워스(Leta Stetter Hollingworth, 1886년 5월 25일 – 1939년 11월 27일)는 미국의 심리학자, 교육자, 페미니스트인데 여성 심리학, 임상 심리학 및 교육 심리학에도 기여했다. 영재 아동에 대한 연구로 가장 유명하다.

## 어린 시절
레타 애너 스테터는 1886년 5월 25일, 네브래스카 주 도스 카운티의 채드론 마을 근처에서 태어났는데, 매거릿 엘리너 댄리(Margaret Elinor Danley, 1862–1890)와 존 조지 스테터(John George Stetter, 1856–1943) 사이에서 태어난 세 자녀 중 맏이이다.
그녀의 어린 시절은 여러 가지 고난으로 구성되어 있어서, 세 살 때 어머니가 셋째 아이를 낳다가 세상을 떠났고, 아버지는 가족을 떠나 버렸다. 레타와 그녀의 자매는 농장에서 외조부모인 사무엘 토마스 댄리(Samuel Thomas Danley, 1833–1898)와 메리(Mary, 1838–1904)에 의해 키워졌다. 그녀의 아버지는 10년 후에 재혼하면서 아이들이 조부모를 떠나서 네브래스카주 발렌타인으로 와서 그와 계모와 함께 살도록 강요했다. 레타는 집안을 간헐적으로 괴롭힌 알코올 중독과 계모가 아이들에게 가한 언어 및 정서적 학대로 인해 나중에 그곳에서 살았던 경험을 "불타는 용광로"로 묘사했다. 학교는 이 학대적인 가정 생활에서 유일한 피난처였고, 레타 홀링워스는 자신의 초기 교육을 자신에게 특성화된 우수한 교육을 받은 원룸 학교로 묘사했다. 그녀는 발렌타인 고등학교에 다녔는데 그곳에서는 학업에서 탁월했고 글쓰기에 대한 그녀의 재능과 열정을 발견하게 되었다. 그녀의 전반적인 지능과, 재치, 유머는 15세에 고용되어 글을 쓰기 시작했을 때 명확하게 드러났으며 마을 신문인 《The Valentine Democrat》에 주간 칼럼을 썼다. 발렌타인 고등학교를 졸업하던 1902년에 집을 떠났다.

### 대학
그녀는 16세에 링컨 네브래스카 대학교에 입학했다. 원래 작가가 되기를 열망하면서 문학과 글쓰기를 공부했는데, 자신의 단편 소설 시리즈는 여성 작가라는 이유로 출판되지 않았다. 그녀는 《Daily Nebraskan》의 문학 편집자였고, 《The Sombrero》 및 《The Senior Book》의 부편집장이었다. 네브래스카 대학교 재학 중에 해리 홀링워스를 만나 약혼하여 1908년 12월 31일에 결혼했다. 남편 해리 홀링워스는 컬럼비아 대학교에서 대학원 과정을 밟기 위해 뉴욕으로 이주하여 제임스 카텔 밑에서 박사 학위를 마쳤다. 하지만 그녀는 네브래스카에 남아 학부 과정을 마쳐야 했고, 1906년 파이 베타 카파 우등상을 받으면서 졸업하며 주 교사 자격증과 함께 문학사 학위(Bachelor of Arts)를 받았다. 이로써 모든 네브래스카 공립 고등학교에서 영어와 문학을 가르칠 수 있는 자격을 갖게 되었다.

### 초기 경력 및 결혼
레타 홀링워스는 네브래스카에 있는 두 개의 고등학교에서 교사로 전문직 경력을 시작했는데, 이들 중 첫 번째 학교는 남편 해리 홀링워스의 고향인 네브래스카주 드위트(DeWitt)에 있었다. 그녀는 1년 동안 고등학교 교감이었다. 두 번째 교사직은 맥쿡(McCook) 마을에서 하였는데 2년 동안 지속되었다. 그녀는 약혼자가 제임스 카텔 밑에서 박사 학위를 마치는 뉴욕으로 이사할 때까지 교사직에서 활동적으로 일하였다. 남편이 바나드 칼리지(Barnard College)에서 조교수직을 얻자 그는 그녀와 함께 뉴욕으로 이주할 여유가 생겼으며, 1908년 12월 31일에 결혼했다. 레타 홀링워스는 뉴욕에서 가르치려 했으나 곧 기혼 여성은 가르칠 수 없다는 시의 정책이 있다는 사실을 알게 되었다. 계속해서 글을 쓰고 집안일로 분주했지만, 이것은 보람이 없었고 지루하고 좌절했으며 우울증이 생기기 시작했다. 그녀는 훈련을 받았음에도 불구하고 재정적으로 기여할 수 없다는 사실을 견디기 어려웠다. 대학원에 진학하려 했으나 당시에는 성차별로 인해 입학이 금지되었다. 사회가 여성에게 기대하는 역할과 여성의 기회의 불평등에 의문을 제기하기 시작하였고, 그 결과 관심 분야가 교육과 사회학으로 바뀌게 되었다. 1911년 해리가 코카콜라에서 카페인에 대한 연구를 수행할 자리를 제안받았을 때 그녀의 운명은 바뀌게 된다. 남편은 그녀를 연구 조교로 고용하여 컬럼비아 대학교 티처스 칼리지의 대학원에 다닐 수 있는 충분한 돈을 벌 수 있었다. 1913년에 그녀는 컬럼비아 대학에서 교육학 석사 학위를 받았으며 1914년에 정신 결함 정보 센터에서 비네트(Binet) 지능 테스트를 관리하는 일을 시작했다. 그녀는 벨레뷰 병원(Bellevue Hospital))에서 심리 연구소장으로 재직하는 동안에 빠르게 최고 평가를 받으며 뉴욕시 최초의 공무원 심리학자가 되었다. 그녀는 에드워드 손다이크의 지도 아래 교육 심리학을 공부하기 위한 학문적 여정을 계속했는데, 이 10년 동안에 그녀는 여성의 참정권 위해서도 싸우고 진보적인 시대 그룹인 페미니스트 동맹(Feminist Alliance)에 속했다.

## 임상 심리학에 대한 관심
그녀는 교육학 석사 학위를 받은 후, 정신 장애자 정보 센터에서 임시직 일을 시작했다. 비네트 지능 테스트를 관리하는 것이 그녀의 일이었는데 경험 부족으로 관리 방법을 스스로 배워야 했다. 정부에서는 1914년에 시험 관리를 감독하기 시작하여, 시험관의 능력을 평가하기 위해서 경쟁 시험을 치를 것을 요구하였는데 그녀는 좋은 점수를 받아 뉴욕  최초의 공무원 심리학자가 되었다. 벨레뷰 병원 센터에서 일했는데, 여기에서 그녀는 심리 연구실 책임자 자리를 제의받았다. 그녀는 뉴욕 경찰국의 자문 심리학자 직책을 유지하면서 에드워드 손다이크 밑에서 컬럼비아 대학교 박사 과정을 마치고 1916년에 박사 학위를 받았다. 그녀는 즉시 컴럼비아 티쳐스 칼리지에서 교수직을 제의받았고, 그 후 이곳에서 평생 재직하였다.
그녀는 교수직을 시작했지만 일주일에 적어도 하루는 벨레뷰 병원에서 게속 일했으며, 그곳에서 청소년을 위한 분류 클리닉(Classification Clinic)과 미국 임상 심리학자 협회의 설립을 도왔다. 그녀는 임상심리학에 대한 윤리적 지침을 개발하고 임상심리학 교육을 위한 보편적 표준을 촉진하는 데 참여했다. 가르치는 일과 함께 그녀는 임상 심리학자를 훈련시켰고 벨레뷰 병원의 특수 아동 학교의 교장이었다.

## 지능 테스트, 정신 결함 및 특수아동
1920년대에 그녀의 관심은 어린이, 특히 정신적 재능을 가진 어린이에 대한 연구로 옮겨갔다. 루이 메디슨 터만과 그 동료들의 노력으로 인해 지능 테스트와 능력 분류는 1930년대까지 공립학교에서 일반적 관행으로 자리 잡았다. 터만은 이러한 지능 테스트가 재능 있는 개인을 식별하여 이들이 특별한 관심을 받고 잠재력을 최대한 발휘하도록 도움을 받으며 사회의 강력한 구성원이 되도록 하는 데 중요하다고 믿었다. 그는 민주주의가 이러한 재능 있는 개인의 교육 경험과 그렇지 않은 개인의 교육 경험을 구별함으로써 이익을 얻을 것이라고 믿었다. 이러한 아이디어를 강력하게 믿었지만 루이 터만은 영재 아동의 특정한 요구를 충족하기 위해 학교 커리큘럼을 어떻게 변경해야 하는지에 대한 구체적인 제안을 하는 데 거의 시간을 할애하지 않았다. 그러나 레타 홀링워스는 영재 개발에 관한 교육 전략 개발에 적극적이었다. 그녀 연구의 대부분은 터만의 연구 작업과 동시에 수행되었는데 두 사람은 한 번도 만난 적이 없지만 서로를 존경했다.
비록 그들의 견해가 겹치는 부분이 많았지만, 두 사람은 중요한 점에서 의견이 달랐다. 터만은 여전히 지능이 유전되는 특성이라고 믿었고 그것을 정의하고 설명하는 데에만 집중했다. 홀링워스는 유전의 역할을 인정했지만 환경 및 교육적 요인이 지능의 잠재력에 영향을 미친다고 믿었다. 이러한 믿음의 결과로 그녀는 어떻게 하면 영재를 올바르게 양육하고 그들의 교육을 받을 수 있는지에 더 많은 관심을 갖게 되었다.
클리어링 하우스(Clearing House)에서 비네트 지능 테스트를 관리하는 연구 때문에, 그녀는 영재와 또한 자연히 정신적으로 결함이 있는 사람들과도 함께 일할 수 있는 준비가 될 수 있었다. 지능 스펙트럼의 다른 측면에 대한 연구도 수행하였는데, 그녀는 정신적으로 결함이 있는 아이들과 함께 일하면서 많은 아이들이 실제로 정상적인 지능을 가지고 있다는 것을 배웠다. 하지만 이 아이들은 청소년기 적응 문제를 겪고 있었다. 이 발견에 의하여 이 집단에 더욱 집중하기 시작하여, 이 주제에 관하여 《비정상 아동의 심리학》(1920), 《특별한 재능과 결함》(1923) 및 《청소년의 심리학》(1928) 등 몇 권의 책을 출판했는데, 《청소년의 심리학》은 이후 20년 동안 주요 교과서가 되었다. 심지어 스탠리 홀(G. Stanley Hall)이 쓴 글을 대체하기도 했다. 여러 잡지에서 이 책의 중요성을 언급하고 "심리학 이유식" 장에서 발췌한 내용을 출판했다. 이 책은 당황하는 부모를 안내하고 자녀와 함께 그들을 돕기 위해 성공적으로 완료되는 이러한 심리적 과정의 몇 가지 예를 제공하고 있다. 그녀는 이것을 "유아기의 음식 섭취 방법에서 육체적으로 젖을 떼는 것과 유사하며, 습관을 깨야 할 때마다 사람들에게 닥칠 가능성이 있는 정서적 폭발이나 우울증이 동반될 수 있다."라고 설명하였다. 정신 장애 아동에 대한 추가 저술은 그녀의 저서 《정신적 장애의 문제》(The Problem of Mental Disorder, 1934)와 《철자법에 관한 특정한 장애의 심리학》(Psychology of Special Disability in Spelling, 1918)에서 찾을 수 있다. 그녀는 컬럼비아 대학에서의 수업을 위해 교과서를 직접 쓰기도 했다.
그녀는 재능 있는 아이들과 본격적으로 일하기 시작한 것은 1920년대 이후이다. 그녀는 주로 "정신적 결함"에 대하여 연구를 시작하여, 대부분의 사람들이 단지 평균 지능을 가지고 있고 정신 질환을 가진 사람들은 부적응과 관련된 문제로 고통받는다고 믿게 되었음에도 불구하고, "영재"라는 용어를 만든 것으로 알려져 있다. 그러나 영재성은 교육적 및 환경적 요인에서 비롯되므로 그녀는 영재성을 키우고 영재 아동을 교육하는 특정한 방법이 있다고 믿었다. 1926년 그녀가 쓴 《영재 어린이》(Gifted Children)에서는 가족 배경, 심리적 구성, 기질적, 사회적, 신체적 특성을 정량화하려는 연구 결과를 설명하고 있다. 여기에는 IQ가 155 이상인 7~9세 어린이 50명에게 도움이 되는 커리큘럼을 만들려는 그녀의 시도도 포함되어 있다. 마지막 간행물은 1942년의 《IQ 180 이상의 아이들》로  이는 그녀의 사망 후 남편이 완성한 책인데, 여기서는 이렇게 높은 IQ를 가진 많은 아이들이 얼마나 자주, 지적 자극의 부족과 유난히 똑똑한 아이들을 거의 스스로 양육되도록 내버려두는 부모에서 비롯된 전반적인 부모의 방치로 부터 발생하는 것으로 보이는 적응의 문제를 당하고 있는지를 보여주고 있다. 이들에게는 적절한 자원과 교육 기회가 없었다. 당시의 시대정신은 "명석한 사람은 스스로를 돌볼 수 있다"는 것이었다. 홀링워스는 매일 그들과 연락을 유지하고 유지하는 것의 중요성을 강조하는 방법으로 그러한 개인들과 일하는 방법을 고안할 수 있었다. "그들은 어린 시절에 재능이 있는 것으로 식별되어야 할 뿐만 아니라 다른 어린이 및 또래들로부터 격리되지 않아야 한다. 그들의 요구는 일반 학교 시스템에 의해 충족되지 않으며, 이러한 문제는 해결되어야 한다."
영재에 대한 그녀 최초의 장기적 연구는 1922년 뉴욕에서 시작되었다. 그녀는 7세에서 9세 사이의 50명의 어린이 그룹을 사용했는데, 이들 모두 IQ가 155 이상이었으며, 3년에 걸쳐 연구되었다. 이 실험에는 두 가지 목표가 있었는데, 첫 번째는 가능한 한 이 아이들의 많은 측면을 더 잘 이해하는 것으로, 여기에는 그들의 배경, 가족 생활 및 상황, 심리적 상태 및 구성, 신체적, 기질적 및 사회적 특성에 대한 정보가 포함되었다. 두 번째 목표는 이 아이들을 위한 최고의 커리큘럼이 무엇인지에 대한 통찰력을 얻는 것이었다. 이 연구의 결과는 그녀의 저서인 《영재 아동》(Gifted Children, 1926)에 실렸다. 그녀는 연구를 마친 후에도 아이들과 오랫동안 계속 연락하였다. 그 후 18년 동안 원래 참가자의 배우자와 자녀에 대한 정보도 연구 결과에 추가했다.
1936년에는 영재 아동을 대상으로 한 또 다른 실험이 있었는데, 스페이어 스쿨(Speyer School)에서 교육적 문제가 있는 아동이 연구에 이용되었다. 인구 분포는 첫 번째 연구와 비슷했지만 그룹내의 인종 혼합에 특별한 주의를 기울였다. 전형적인 뉴욕 공립학교 인구 통계를 모델로 했다. 이 학교는 "명석한 아이들을 위한 레타 홀링워스 학교"로 알려져서 많은 사람들의 주목을 받았다. 활용된 커리큘럼은 "보통 물건의 진화"라고 불렸는데 그녀가 이것을 고안했다. 그녀는 아이들이 주변 세계를 탐험하고 싶어한다는 것을 발견하여, 그 결과 커리큘럼은 음식, 옷, 주거, 교통, 도구, 시간 준수 및 의사 소통과 같은 것들에 대해 배우는 것으로 구성되었다. 아이들은 각 학생이 제공한 학습 자료로 구성된 작업 단위를 만들었다. 이 학습 모델은 나중에 더 높은 수준의 학습에서 접하게 될 고급 주제를 단순히 소개하는 것보다 영재 청소년에게 더 유익한 것으로 입증되었다.
영재 아동에 대한 홀링워스의 마지막 연구는 그녀가 사망한 후인 1942년 남편에 의해 출판되었는데, IQ가 180 이상인 12명의 어린이에 대한 종적 연구였다. 그녀의 비네트 테스트에 대한 연구에서 영감을 받아 1916년에 시작되었다. 그녀는 IQ 187점인 아이를 목격했는데 이는 비슷한 능력을 가진 11명의 다른 아이들을 찾도록 자극을 주었다. 초기 영감 이후 23년 동안 아이들을 찾아서 심층 연구를 시도했다. 그녀는 모든 아이들이 성인이 되는 것을 볼 수 있을 만큼 충분히 살지 못할 것임을 이미 충분히 알고 있었기 때문에 향후 연구 결과를 달성할 수 있는 틀을 세심하게 구축하려고 시도했다. 그녀는 "IQ (SB, 즉, Stanford-Binet )가 180 이상인 개인은 사생활에 대한 강한 욕구가 특징"이라고 언급했다. "그들은 자신에 대한 정보를 자발적으로는 거의 제공하지 않았다. 그들은 가족과 가정에 관심을 기울이는 것을 좋아하지 않는다."라고 하였다. 그녀는 이러한 모든 우려 사항을 극복할 수 있었고 동시에 참가자의 프라이버시를 유지하면서 과학에 도움이 되는 연구를 수행할 수 있었다. 그녀는 이 업적으로 미래의 영재 연구를 위한 토대를 마련했다. 연구 결과에 따르면 많은 비범한 영재 아동이 성인의 부적절한 대우와 지적 도전의 부족이라는 두 가지 요인으로 인해 적응 문제를 겪는 것으로 나타났다. 어른들은 그런 아이들이 자급자족한다고 생각하기 때문에 종종 무시하곤 했다. 예외적인 아이들이 서투르고, 연약하고, 괴짜라는 통념도 이 연구 결과에 의해 부정되었다.
홀링워스는 재능 있는 사람들과 함께 일하면서 많은 성과를 거두었다. 그녀는 그들에 대한 포괄적인 책을 처음으로 썼을 뿐만 아니라 영재 아동에 관한 대학 과정을 가르쳤다. 그녀는 1916년 종적 연구를 통해 지능 지수(IQ)가 180 이상인 어린이를 처음으로 연구했다.
그녀는 계속해서 영재를 교육하는 적절한 방법을 연구하고 영재를 식별하는 여러 기준을 옹호했다. 그녀는 자연주의적 환경에서 재능 있고 선구적인 연구 개발에 관한 30개 이상의 연구를 발표했다. 그녀는 또한 아동 센터 치료를 개발하고 칼 로저스를 지도하였다.
홀링워스의 출판물은 《평균이하 아동의 심리학》(The Psychology of Subnormal Children, 1920)과 《특별한 재능과 결함》(Special Talents and Defects, 1923)(Poffenberger 1940)에 체계적으로 소개되었다. 그녀가 발표한 75개의 논문 중에서 45개는 우수한 아동에 관한 주제였다(Poffenberger 1940). 홀링워스는 재능 있는 아이들과 함께 일하는 동안에도 사회적 맥락에서 성실하게 그녀의 결과를 고려하였다. 그녀는 1925년 논문 〈지성의 증상으로서의 어휘〉에서 다음과 같이 결론을 내린다. 즉 실험으로부터 유도된 현지 지식을 요약하면 개인의 어휘력은 자신이 원하는 것을 어떻게 성취하거나 이를 얻는 방법을 학습하는 천부적인 능력에 관한 가장 중요한 증상 중의 하나이다. 물론 이것이 한 사람의 어휘력으로 그의 미래의 성공을 예측할 수 있다는 것을 의미하지는 않는다. '인생의 성공'은 지능 외에 강력한 결정 요인에 달려 있다"라고 요약할 수 있다(Hollingworth 1925, pg. 158)고 하였다. 그녀가 심리학 논문보다 더 큰 관점에서 그녀의 발견의 의미를 고려했다는 것은 주목할 만하다.

## 여성 심리에 대한 관심
콜롬비아에서 공부하는 동안 그녀는 시대정신의 일부로 보이는 여성에 대한 오해에 관심을 갖게 되었다. 손다이크는 월경 중 여성이 심리적으로 손상된다는 생각에 초점을 맞춘 기능적 주기성에 대한 그녀의 논문을 지도하는 데 동의했다. 손다이크는 가변성 가설(variability hypothesis)의 지지자로서 레타 홀링워스의 연구에 큰 영향을 미쳤다. 가변성 가설은 남성이 여성보다 심리적 및 신체적 특성 모두에서 더 큰 변이를 나타내기 때문에 여성은 평범한 사람이 될 운명인 반면, 남성은 주어진 특성에서 범위의 최고 및 최저를 차지한다는 가정이다(Shields 1982). 그녀는 가변성 가설이 틀렸고 극단이 남성의 유전적 우월성에 기반한 것이 아니라 극단이 문화에 기반했다는 것을 증명하기 시작했다. 그녀는 정신적 결함에 대한 정보 센터에서 제도화된 남성과 여성의 수의 성별 차이는 타고난 차이보다는 사회적 역할이 설명한다고 믿었다. 홀링워스의 연구는 손다이크의 직접적인 이해와 충돌했지만 그의 지도 아래 박사 학위 논문을 완성했다. 그녀의 논문은 월경 중 여성의 정신적 무능력에 대해 이전에 지지되었던 개념을 다루었다. 연구를 위해 그녀는 3개월 동안 매일 다양한 인지, 지각 및 운동 작업에 대한 여성 및 남성 성과의 결과를 기록했다. 월경 주기 단계에 따른 성능 저하에 대한 경험적 증거는 발견되지 않았다. 1916년 박사 학위를 받은 후, 그녀는 손다이크가 제안한 컬럼비아 티쳐스 칼리지에서의 교수직을 수락했다.
여성이 월경 주기 동안 현저하게 손상된다는 가설을 테스트하기 위해 그녀는 23명의 여성과 2명의 남성(대조군)에게 3개월 동안 지각 및 운동 기술과 정신 능력을 포함하는 작업을 제공하여 테스트했다. 그녀는 자신의 데이터가 "정상적인 여성의 주기적인 정신적 또는 운동적 비능률을 나타내지 않는다"고 결론 내렸다.
홀링워스는 지능이 널리 유전되고 여성이 남성보다 지적으로 열등하다는 널리 받아들여지는 믿음에 도전하는 데도 관심이 있었다. 그녀는 여성이 남성보다 지적으로 열등하기 때문이 아니라 그들에게 부여된 사회적 역할 때문에 탁월한 지위에 오르는 것이 아니라고 믿었다.
당시 주장은 남성의 변동성이 더 큰 반면 여성은 변동성이 적다는 것이었다. 홀링워스는 이 가변성 가설을 "의견의 문헌"(literature of opinion)이라고 그녀가 특징지은 "안락의자 교리"(armchair dogma)라고 불렀다. 이것은 실험적 증거에 근거하지 않고 과학자들이 만든 진술일 뿐이기 때문에 통제된 과학적 데이터를 통해 신중하게 얻은 "사실의 문헌"(literature of fact)과 다르다고 그녀는 주장했다. 그녀는 자신의 논문 "성취의 성별 차이와 관련된 가변성: 어떤 비판"에서 "의심할 여지없이 오늘날 생각하는 여성이 직면한 가장 어렵고 근본적인 문제 중 하나는 성별, 그리고 동시에 여성의 성별 내에서 취향, 관심사 및 능력의 변화가 거의 또는 전혀 없다는 가정 위에 구축된 사회 질서에서 번식한다. 이 것은 한 번도 직면한 적이 없는 문제이다."라고 기술하였다. "본질적으로 더 가변적인 남성 가설"에 대한 연구를 계속하기 위해 호링워스 박사는 성인의 가변성 차이를 설명할 수 있는 환경 조건의 영향을 아직 받지 않은 유아를 사용하는 또 다른 실험을 수행했다. 이러한 환경 조건은 성인 남성에게 여성보다 더 다양할 수 있는 더 많은 기회를 제공한다. 남자들은 그들이 소유한 재능을 향상시킬 수 있는 다양한 직업을 선택할 수 있었다. 반면에 여성은 집안일이라는 한 가지 직업에만 국한되어 지능을 증명할 기회를 제공하지 못했다. 따라서 자연 변동성이 손상된다. 홀링워스 박사와 헬렌 몬테이그(Helen Montague)는 뉴욕 여성 아동 병원(New York Infirmary for Women and Children)에서 연속적으로 출생한 남성 1,000명과 연속 출생 여성 1,000명에 대한 데이터를 수집했다. 그들은 각각의 영아에 대해 10번의 해부학적 측정을 했고 전체적으로 남자 영아가 여아보다 약간 더 크지만 성별에 따른 변동성에는 차이가 없다는 것을 발견했다. "처음으로 변동성 가설이라는 갑옷에 심각한 균열이 나타났다."
홀링워스는 천성에 대한 양육의 중요성에 대한 손다이크의 수정된 믿음은 대부분 자신 때문이라고 믿었다. 그녀는 또한 터만이 지능 테스트에 관한 천성주의적 입장(nativistic position)을 수정하는 데 원인을 제공했다. 이는 그녀가 사회적 요인으로 인해 더 많은 남성이 영재로 분류된다는 것을 보여주었기 때문이다.

## 죽음과 유산
레타 홀링워스는 1939년 11월 27일 맨해튼의 컬림비아 대학교 의료원에서 위암으로 53세의 나이로 사망했다.
미국 교육의 우생학에 대한 홀링워스의 공헌은 영재 프로그램의 기초와 보급에 중추적인 역할을 했다.
그녀는 연구 참가자에 대한 헌신으로 유명하다. 그녀는 테스트 업계의 동료들이 그렇지 않은 경우에도 참가자들과의 직접적인 접촉의 중요성을 강조했다. 그녀는 다음과 같은 유명한 말을 했다. "계산기는 친밀한 관계 형성을 위만 목적물로 어린이 보다 훨씬 더 큰 이점이 있다. 기계는 부모가 없다. 주머니 손수건을 잃지 않는다. 발로 차거나 소리를 지르지 않는다. 진정으로 아이들을 연구하는 사람들, 즉 어떤 개인을 연구하려는 사람들은 이러한 모든 것들을 감내할 준비가 되어 있어야 한다." 그녀는 또한 20세기의 첫 20년 동안 여성에 대한 견해를 바꾸는 데 작은 방식으로 기여한 그녀의 작업으로 유명하며, 이는 너무 오랫동안 여성의 투표권을 거부한 국가에서 여성이 투표권을 갖게 했다. 그녀의 학생 중 유명하게 된 한 명은 칼 로저스이다.
영재 심리학 연구에서 그녀의 선구적인 역할로 인해 1978년 높은 IQ 모임인 인터텔(Intertel)에서는 우수한 영재 교육 및 심리학 연구를 기리기 위한 연례 상을 제정했다. 홀링워스 상(Hollingworth Award)은 인터텔과 인터텔 재단에서 20년 넘게 후원하였다. 전국 영재아동 협회(National Association for Gifted Children)의 추가 후원은 90년대 후반부터 시작되었는데, 홀링워스 상은 2001년 경부터 이 협회로 이관되어 현재까지 매년 수여되고 있다.

### 서지
- Benjamin, L.T. Jr. (1975). The pioneering work of Leta Stetter Hollingworth in the psychology of women. Nebraska History, 56, 493–505.
- Hergenhahn, B. R. (2001) An Introduction to the History of Psychology. Belmont, CA: Wadsworth Thomson Learning.
- Hochman, S. K. "Leta Stetter Hollingworth." Webster University. Retrieved from https://web.archive.org/web/20080105203603/http://www.webster.edu/~woolflm/letahollingsworth.html
- Barbaro, R. W. "Leta Stetter Hollingworth." FSU Faculty/Staff Personal Page Web Server Index. Retrieved from 	http://faculty.frostburg.edu/mbradley/psyography/letastetterhollingworth.html 보관됨 2016-11-14 - 웨이백 머신.
- Kral, E. A. (2008). "PROFILE: Leta Stetter Hollingworth." Retrieved from https://archive.today/20080821130628/http://nsea.org/news/LetaHollingworth.htm.

- Klein, A. G. (2000). Fitting the school to the child: The mission of Leta Stetter Hollingworth, founder of gifted education. Roeper Review: A Journal on Gifted Education, 23(2), 97–103. https://doi.org/10.1080/02783190009554075

- Shields, S.A. (1991). Leta Stetter Hollingworth: "Literature of opinion" and the study of individual differences. In G. A. Kimble, M. Wertheimer, and C.L. White (Eds.) Portraits of Pioneers in Psychology. Hillsdale, NJ: Erlbaum (pp. 243–255)

- Shields, S. A. (1975). Ms. Pilgrim’s progress: The contributions of Leta Stetter Hollingworth to the psychology of women. American Psychologist, 30(8), 852–857. https://doi.org/10.1037/h0077024

- White, W. L. (2014) America's First Gifted Program: Hollingworth and the Speyer School Experiment, Royal Fireworks Press, Inc.

## 추가 자료
- Haber, Louis (1979). 《Women pioneers of science》 1판. New York: Harcourt Brace Jovanovich. ISBN 9780152992026.
- Harry L. Hollingworth 1943, Leta Stetter Hollingworth: a biography (posthumous biography of Hollingworth by her husband)